# Reactive Red 1
C.I. Reactive Red 1 ist ein Azofarbstoff aus der anwendungstechnischen Gruppe der Reaktivfarbstoffe, der zum Färben von Baumwolle verwendet wird.

## Herstellung
Durch Umsetzung von H-Säure (1) mit Trichlortriazin (2) bei 0–5 °C erhält man das Kondensationsprodukt (3). Dieses wird als Kupplungskomponente mit dem Diazoniumsalz (5), das man durch Diazotierung der 2-Aminobenzolsulfonsäure (4) mit Natriumnitrit in saurer Lösung erhält, zum Reactive Red 1 (6) umgesetzt:
In einer alternativen Synthesesequenz wird zunächst diazotierte 2-Aminobenzolsulfonsäure mit N-Acetyl-H-Säure zu einem Monoazofarbstoff umgesetzt. Nach Abspaltung der Acetyl-Schutzgruppe erfolgt dann die  Kondensation mit Trichlortriazin zum Endprodukt.

## Verwendung
Reactive Red 1 ist einer der ersten Reaktivfarbstoffe mit einem Dichlortriazin-Anker, der 1955 durch die ICI  patentiert und unter der Handelsbezeichnung Procion Brillantrot 2BS vermarktet wurde. Ausgangspunkt war die Beobachtung, dass dieser Farbstoff zwar eine geringe Affinität zur Cellulosefaser hat, jedoch schon bei Raumtemperatur aus einer wässrigen, alkalischen Lösung intensive Färbungen mit sehr guten Nassechtheiten ergibt. Dabei geht die Dichlortriazin-Gruppe mit den Hydroxygruppen der Cellulose eine chemische Bindung ein.
Ein Nachteil des Farbstoffs ist seine Hydrolyseempfindlichkeit. Er spielt daher in der Reaktivfärberei nur noch eine untergeordnete Rolle, wird jedoch als Zwischenprodukt zur Herstellung von Monochlortriazin-Farbstoffen verwendet. Ein Beispiel dafür ist die Herstellung von Reactive Red 227: